# Armin Berg
Armin Berg   (Brno, 9 de maig de 1883 - Viena, 23 de novembre de 1956) va ser un artista, compositor, pianista, escriptor i actor austríac de cabaret.
Armin Berg era fill d'Ignaz Weinberger i Johanna (Hanni) Bass, que provenien de Boskowitz (Moràvia). Als 15 anys va provar per primera vegada al teatre de la ciutat de Leitmeritz com a còmic. Van seguir els compromisos a Teplitz, Mährisch-Ostrau i Aussig.
Va tenir els seus primers grans èxits juntament amb Heinrich Eisenbach com a membre de l'Orpheum de Budapest a Viena, al qual va pertànyer durant 17 anys. Com a resultat, va aparèixer a diversos cabarets i bars, com el "Theater der Komiker im St. Annahof" (Viena), en la direcció del qual va participar durant un temps, i el Ronacher. El 2 de juliol de 1907 es va casar amb l'artista Susanne Emilie Flückiger de Vevey.
També va tocar en diverses produccions cinematogràfiques austríaques, incloent Charly, der Wunderaffe (1915, director: Joe May) i l'adaptació cinematogràfica de la novel·la de Hugo Bettauer Die Stadt ohne Juden.
Berg va fugir als EUA el 1938, on va viure improvisat de la venda d'articles de paper. De tant en tant tenia l'oportunitat de fer representacions, com al cabaret de l'exili de Nova York "Cabaret of the Comedians".
Després del seu retorn a Viena el 1949, va estar involucrat a Simpl, entre altres coses, i va fer diverses actuacions com a convidat a Amsterdam i Zuric. Després de no tenir més compromisos, es va traslladar de nou als EUA. Des de 1954 fins a la seva mort, va tornar a viure a Viena. La seva tomba es troba al cementiri central de Viena, a la nova secció israelita, Porta IV, i va ser enterrat a la tomba de la seva mare, que va morir el 1918.
Entre les seves conferències de parella més conegudes destaquen "Der Überzieher" (d'Otto Reutter), "Crec que no sóc del tot normal", "No m'importa res" i "Què necessita un vienès per ser feliç".

## Necrològica
| « | <Era un bufó amb un personatge clàssic, un "pojazzer" d'estil tan antic (i venerable) que en lloc de "vell" també es podia dir "intemporal". No era un humorista de l'argot en el sentit més estret, sinó un humorista popular en el sentit més ampli, i també estava en un esmoquin, fins i tot a les plataformes de conferències de la ciutat. Parlava el llenguatge universal de l'humor: un humor càlid, alegre i totalment poc agressiu. Mai va fer mal a ningú. Però havia fet riure a molts milers durant molts i molts anys. […] Els va cantar [les parelles] amb una veu viva i greixosa que vibrava amb l'alegria dels acudits de l'existència, amb ulls centellejats i amb un art magistral d'assenyalar.> | » |

- Friedrich Torberg, 1956

## Filmografia
- 1916: Charly, der Wunderaffe
- 1916: Sami, der Seefahrer